# Poul Erik Andreasen
Poul Erik Andreasen (Nørresundby, 17 december 1949) is een voormalig voetballer uit Denemarken, die speelde als aanvaller. Hij beëindigde zijn loopbaan in 1978 bij de Deense club Aalborg BK en stapte vervolgens het trainersvak in. Onder zijn leiding behaalde Aalborg in het seizoen 1994/95 de eerste landstitel uit de clubgeschiedenis.

## Erelijst

### Trainer-coach
Aalborg BK
- Deens landskampioen

1995
Tim Schroen do cidndicnidndodndidģjcocncijffiddifnfkcocjc cicncicncocjcocnckocndncodmd c
Kxkx door Xbox xix Lex oxnndixnox
Mdkddkox dkxnxoxkx dnxkx idnxoxmxnxn
Dex. Kxkx ckdnidnd
Dikke doe doe 
Dmdoddkddkod